# スチンソン モデルO

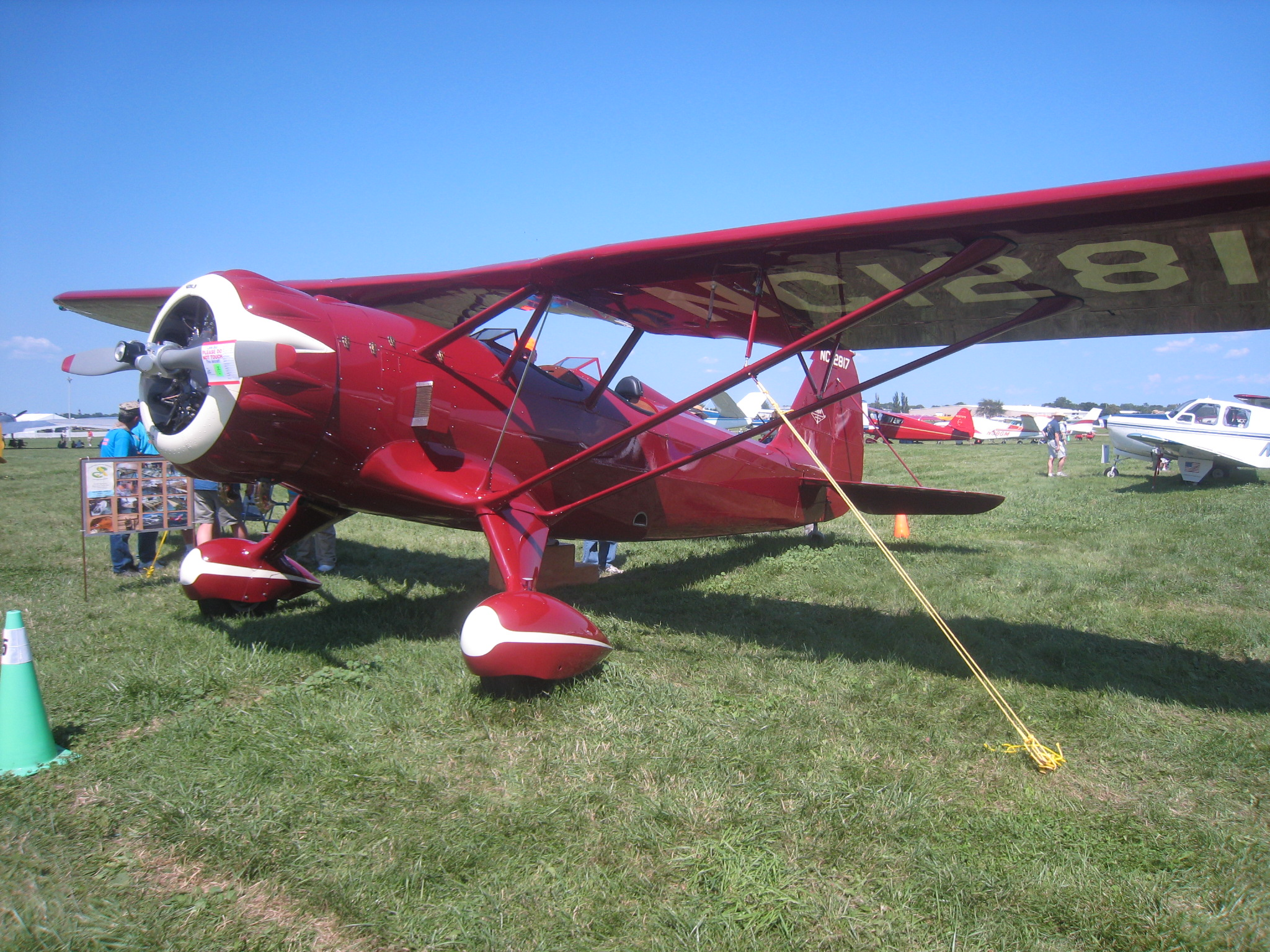
スチンソン モデルOのレプリカ

スチンソン モデルO（Stinson Model O ）は1930年代にアメリカ合衆国で製作された、軍用機である。ホンジュラス空軍に向けに設計され、トータルで9機が製作され、ホンジュラス空軍などで運用された。

## 概要
1931年12月に、ニュージーランド人のローエル・イェレックスはホンジュラス内戦において、ティブルシオ・カリアス・アンディーノのために自らのスチンソン・デトロイターで偵察飛行を行った。その後TACA（Transportes Aereos Centro Americanos）の創立者となるが、ホンジュラス空軍の前身である 国立航空学校（Escuela Nacional de Aviacion）のために、練習機および反乱鎮圧用の機体の調達を依頼された。イェレックスはスチンソン・エアクラフトと協議し、ジービー モデルZ、競速機の設計者のロバート・ホールがホンジュラスの要求に合う飛行機の設計を行うことになった。
ホールの設計した機体はパラソル翼の単葉機で、主翼と尾翼はスチンソン SR リライアントのものを流用し、新設計の2人の乗員が開放式コクピットが縦に並んだ胴体が組み合わされた。スチンソンにとっては、開放式コクピットを持つ機体の製作は初めてであった。220 hpのライカミング R-680を装備し、低オクタン価の燃料でも運用できた。固定式の前方機銃を装備でき、観測士の席にも機銃が装備でき、胴体の下に、爆弾架が装備できた。設計製作は順調に進み、最初の試作機は1933年5月に初飛行した。
ホンジュラスは3機を購入し、1933年12月に引き渡され、国立航空学校で運用された。太平洋戦争が始まった時点でもモデルOは、警戒機として使われており、海岸の警戒を行い、1機は任務中に失われたが、残りの2機は終戦まで使用された。
合計で9機が製作され、3機が中国に販売され、アルゼンチンとブラジルに1機が売却された。スペイン内乱で共和国軍は100機のモデルOを購入するために、フランクリン・D・ルーズベルト大統領の義理の兄弟のホール・ルーズベルトを代理人として交渉を行ったがアメリカの武器禁輸政策で、取引は禁止された。試作機は、民間機としてアメリカで運用され、1946年まで使用された。
Evergreen Aviation Servicesがスチンソン リライアントの主翼を用いて作ったレプリカが2010年3月に初飛行した。

## 仕様
- 乗員：2名
- 全長：8.43 m
- 翼幅：12.17 m
- 全高：2.44 m
- 翼面積：20.0 m2
- 空虚重量：865 kg
- 全備重量：1,187 kg
- エンジン：ライカミング R-680, 225 hp

### 性能
- 最大速度：219 km/h
- 巡航速度：196 km/h
- 航続距離：1,159 km
- 巡航高度：6,705 m